# Il nostro generale
Il nostro generale è una serie televisiva italiana in otto episodi diretta da Lucio Pellegrini e Andrea Jublin, incentrata sulla figura del generale e prefetto Carlo Alberto dalla Chiesa (interpretato da Sergio Castellitto). Viene trasmessa, con due episodi alla volta, in prima visione e in prima serata su Rai 1 il 9, 10, 16 e 17 gennaio 2023, dopo essere stata presentata in anteprima alla 40ª edizione del Torino Film Festival.

## Trama
Vengono raccontati gli ultimi dieci anni di vita del generale Carlo Alberto dalla Chiesa partendo dagli ultimi giorni a Palermo nel 1972 alla morte avvenuta nel 1982 proprio nel capoluogo siciliano.

## Episodi
| nº | Titolo                      | Prima TV        |
| -- | --------------------------- | --------------- |
| 1  | Il colonnello               | 9 gennaio 2023  |
| 2  | I ragazzi del generale      | 9 gennaio 2023  |
| 3  | Montagne russe              | 10 gennaio 2023 |
| 4  | La caduta                   | 10 gennaio 2023 |
| 5  | La rivincita                | 16 gennaio 2023 |
| 6  | Il terrorista e il generale | 16 gennaio 2023 |
| 7  | Il ritorno                  | 17 gennaio 2023 |
| 8  | Sagunto                     | 17 gennaio 2023 |

## Personaggi e interpreti

### Principali
- Carlo Alberto dalla Chiesa, interpretato da Sergio Castellitto
- Nicola Amato, interpretato da Antonio Folletto, appuntato dei carabinieri e fedelissimo del generale Dalla Chiesa. È la voce narrante della miniserie TV.
- Gian Paolo Sechi, interpretato da Flavio Furno,
capitano che collabora fianco a fianco con Dalla Chiesa
- Pasquale “trucido”, interpretato da Andrea Di Maria, agente della squadra di Dalla Chiesa
- Immacolata “minnie”, interpretata da Viola Sartoretto, agente della squadra di Dalla Chiesa
- Raffaele “funzionario”, interpretato da Romano Reggiani, altro agente della squadra di Dalla Chiesa
- Umberto Bonaventura, interpretato da Alessio Praticò, capitano che collabora con la squadra di Dalla Chiesa
- Dora Fabbo, interpretata da Teresa Saponangelo, moglie del generale Dalla Chiesa.

### Secondari
- Enrico Riziero Galvaligi, interpretato da Roberto De Francesco, vecchio amico e collaboratore di Dalla Chiesa ucciso dalle BR nel 1980
- “Tedesco”, interpretato da Stefano Rossi Giordani, agente della squadra di Dalla Chiesa che decide di lasciare l'incarico per motivi personali
- Simona dalla Chiesa, interpretata da Cecilia Bertozzi, terza figlia del generale.
- Rita dalla Chiesa, interpretata da Camilla Semino Favro, figlia primogenita di Dalla Chiesa
- Alberto Franceschini, interpretato da Ascanio Balbo, uno dei fondatori ed esponente di spicco delle Brigate Rosse; viene arrestato a Pinerolo insieme a Renato Curcio in un'operazione condotta dagli uomini di Dalla Chiesa
- Gustavo Pignero, interpretato da Matteo Lai.
Capitano dei carabinieri e membro del nucleo antiterrorismo del generale dalla Chiesa
- Nando dalla Chiesa, interpretato da Luigi Imola, secondogenito di Dalla Chiesa.
- Margherita Cagol, interpretata da Marina Savino, esponente di spicco delle BR e moglie di Curcio, rimane uccisa nel corso di uno scontro a fuoco coi Carabinieri
- Felice Maritano, interpretato da Rosario Lisma, maresciallo ucciso dalle BR in uno scontro a fuoco nel covo di Robbiano di Mediglia
- Generale dei carabinieri, interpretato da Lorenzo Gioielli, superiore di Dalla Chiesa con il quale si scontra più volte
- Risso, interpretato da Francesco Wolf, appuntato dei carabinieri
- Mario Sossi, interpretato da Renato Marchetti,
magistrato sequestrato per un mese dalle BR tra aprile e maggio del 1974
- Garofalo, interpretato da Orio Scaduto,
maresciallo che collabora con Dalla Chiesa a Palermo
- Silvano Girotto, interpretato da Daniele Mariani, prete guerrigliero che collabora con i carabinieri del generale Dalla Chiesa favorendo l'individuazione e la cattura di Renato Curcio e Alberto Franceschini l'8 settembre 1974 a Pinerolo (TO), fingendosi inizialmente interessato al loro progetto, ma essendo in realtà contrario alla lotta armata in Italia.
- Gian Carlo Caselli, interpretato da Alessandro Averone, magistrato torinese che collabora con Dalla Chiesa alla cattura di diversi brigatisti
- Lucia, interpretata da Eleonora Romandini
- Madre di Nicola, interpretata da Carmen Pommella
- Emilia, interpretata da Ilenia Ginefra, moglie di Nando
- Tommaso Buscetta, interpretato da Ninni Bruschetta, boss mafioso che in carcere cercherà un contatto con i brigatisti per fermare Dalla Chiesa
- Patrizio Peci, interpretato da Valerio Di Benedetto, altro brigatista arrestato dalla squadra di Dalla Chiesa
- Emanuela Setti Carraro, interpretata da Claudia Marchiori, seconda moglie di Dalla Chiesa
- Giorgio Bocca, interpretato da Luca Lazzareschi, scrittore e giornalista
- Virginio Rognoni, interpretato da Francesco Siciliano, ministro dell'interno tra il 1978 e il 1983
- Pio La Torre, interpretato da Enrico Lo Verso,
deputato del Partito Comunista e promotore della legge che introduce il reato di "associazione di tipo mafioso"
- Giuliano Turone, interpretato da Massimo De Santis, giudice istruttore a Milano dal 1970 al 1987